# John W. Murphy (Politiker, 1902)

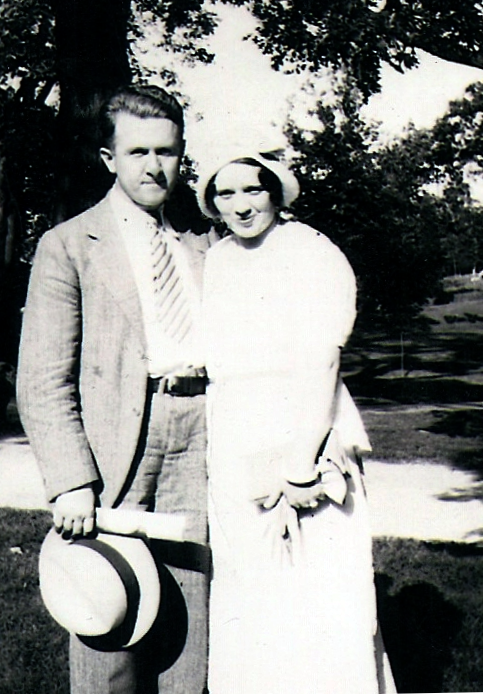
John W. Murphy mit seiner Ehefrau

John William Murphy (* 26. April 1902 in Avoca, Luzerne County, Pennsylvania; † 28. März 1962 in Scranton, Pennsylvania) war ein US-amerikanischer Jurist und Politiker. Zwischen 1943 und 1946 vertrat er den Bundesstaat Pennsylvania im US-Repräsentantenhaus; anschließend wurde er Bundesrichter.

## Werdegang
John Murphy besuchte die öffentlichen Schulen seiner Heimat und danach bis 1926 die der University of Pennsylvania angegliederte Wharton School. Nach einem anschließenden Jurastudium an derselben Universität und seiner 1929 erfolgten Zulassung als Rechtsanwalt begann er in Scranton in diesem Beruf zu arbeiten. Zwischen 1934 und 1941 war er stellvertretender Staatsanwalt im Lackawanna County. Politisch wurde er Mitglied der Demokratischen Partei.
Bei den Kongresswahlen des Jahres 1942 wurde Murphy im elften Wahlbezirk von Pennsylvania in das US-Repräsentantenhaus in Washington, D.C. gewählt, wo er am 3. Januar 1943 die Nachfolge von Veronica Grace Boland antrat. Nach einer Wiederwahl im zehnten Distrikt seines Staates konnte er bis zu seinem Rücktritt am 17. Juli 1946 im Kongress verbleiben. Während dieser Zeit endete der Zweite Weltkrieg.
John Murphys Rücktritt erfolgte nach seiner Ernennung zum Richter am Bundesbezirksgericht für den mittleren Teil des Staates Pennsylvania. Seit 1955 war er dort Vorsitzender Richter. Dieses Amt bekleidete er bis zu seinem Tod am 28. März 1962. Mit seiner Ehefrau Ella Heffron hatte er vier Kinder.